# Zéphyrin Ferrez
Zéphyrin Ferrez, ou Zepherin Ferrez, né à Saint-Laurent-en-Grandvaux le 31 juillet 1797 et mort à Rio de Janeiro le 22 juillet 1851, est un médailleur, sculpteur, graveur et professeur français. 

## Biographie

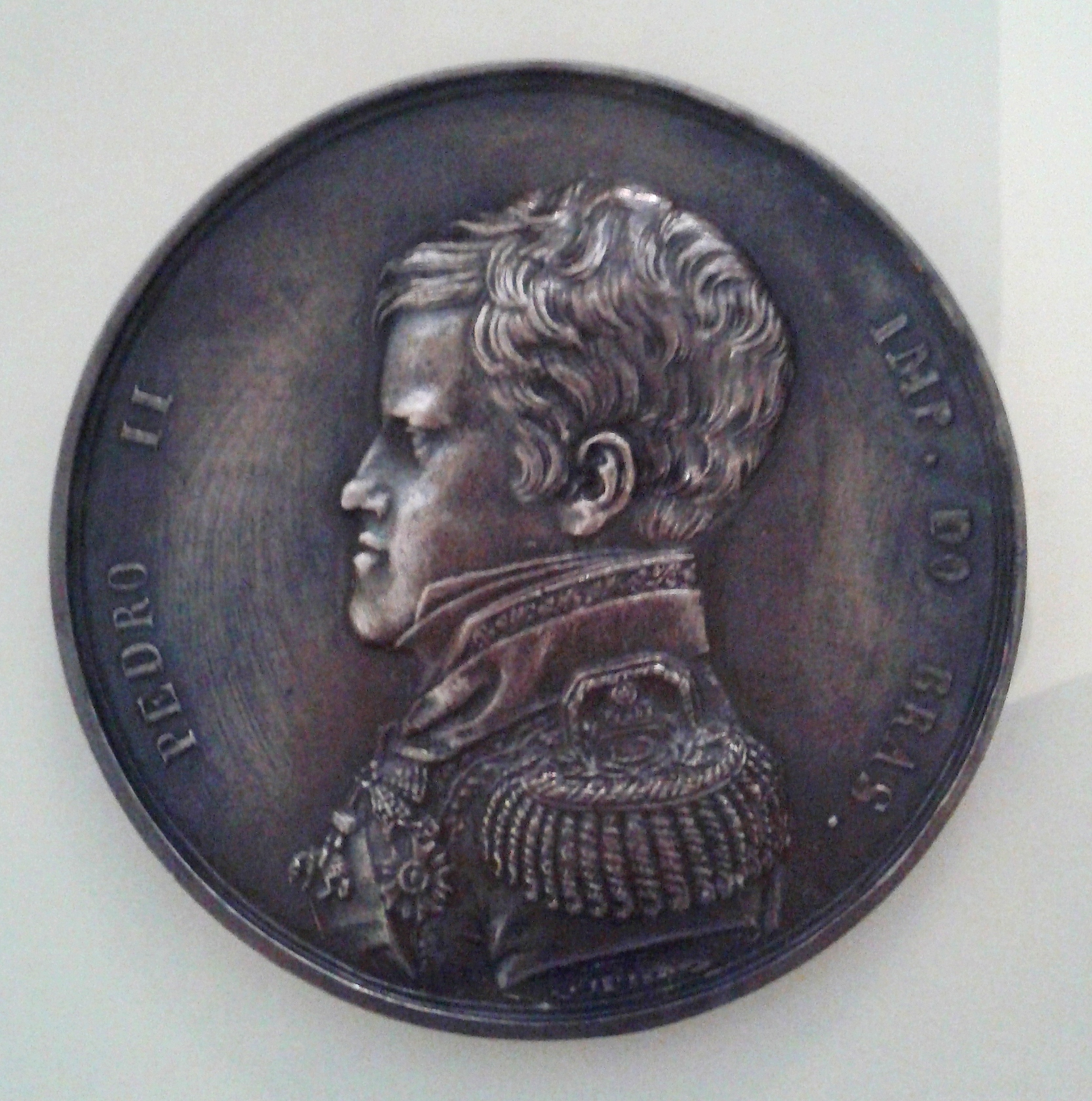
Médaille de prix de l'Académie impériale des beaux-arts du Brésil figurant Pedro II (1836), bronze.

Zéphyrin Ferrez entre en 1810 à l'École des beaux-arts de Paris, où il étudie la sculpture sous la direction de Philippe-Laurent Roland (1746-1816) et la gravure sous celle de Pierre Pierre-Nicolas Beauvallet (1750-1818). 
En 1816, il part pour le Brésil avec son frère Marc Ferrez (1788-1850), où ils arrivent probablement en septembre. Ils entrent en contact avec les membres de la Mission artistique française dont ils ne font pas partie à l'origine. L'année suivante, à l'occasion des festivités qui doivent accompagner l'arrivée de la princesse Leopoldina (1797-1826), Zéphyrin Ferrez réalise les travaux décoratifs des rues et des places de Rio de Janeiro avec Auguste-Marie Taunay  (1768-1824), Jean-Baptiste Debret (1768-1848) et Auguste Henri Victor Grandjean de Montigny (1776-1850). 
Avec Marc Ferrez, il sculpte et orne en 1818 un berceau soutenu par deux sphinx, offert à dom Pedro Ier à l'occasion de la naissance de sa première fille, la princesse Maria da Glória. Ce travail lui vaut d'entrer dans le cercle des artistes de l'Académie impériale des beaux-arts (AIBA), et il reçoit une pension du gouvernement par un décret signé en novembre 1820. 
En 1820, en l'honneur de l'acclamation de dom João VI, cérémonie qui s'était déroulée deux ans auparavant, il grave la médaille dite Senatus Fluminense à l'avers de laquelle on voyait une image du temple dédié à Minerve que projetait Grandjean de Montigny.  
En 1822, il réalise une médaille nommée pièce du couronnement : elle porte l'effigie de dom Pedro Ier et célèbre la fondation de l'empire du Brésil. 
En 1826, avec son frère, il exécute une série de bas-reliefs et de sculptures en argile pour orner la façade de l'édifice de l'AIBA, qui est officiellement inaugurée cette année-là. 
Il y devient le premier professeur officiel de la chaire de gravure de médailles en 1836. 
Il participe également à l'Exposição Geral de Belas Artes (Exposition générale des beaux-arts) en 1842 et est décoré du grade de chevalier de l'ordre de la Rose. 
L'année suivante, en 1843, il réalise une médaille commémorative en hommage au mariage de dom Pedro II avec dona Teresa Cristina.
Zéphyrin Ferrez est le père du photographe Marc Ferrez (1848-1923).